# Екатерина Бадачева
Екатерина (Катерина) Бадачева е българска просветна деятелка от Южна Македония.

## Биография
Екатерина Бадачева е родена в град Воден, тогава в Османската империя, днес Едеса в Гърция. В 1902 година завършва Солунската българска девическа гимназия с дванадесетия ѝ випуск, след което започва да преподава из Македония. Учителка е в Дойран в началото на XX век, сетне и в Енидже Вардар.